# Nedrenuten
Der Nedrenuten (norwegisch für Unterer Gipfel) ist einer von drei benachbarten Nunatakkern der Nicholas Range im ostantarktischen Kempland. Er ragt südöstlich des Menuten auf, dem sich nach Nordwesten der Øvrenuten anschließt.
Die Benennung geht laut Eintrag im Composite Gazetteer of Antarctica auf russische Wissenschaftler zurück.